# Abby Hatcher
Abby Hatcher é uma série educacional animada de televisão co-produzida pela canadesa Guru Studio e Spin Master Entertainment, para o canal americano Nickelodeon e TVOKids.

## Enredo
Acompanhe Abby e seus amigos que são criaturas peculiares e incríveis, todos moram no hotel da família de Abby e vão viver muitas aventuras lá.

## Exibição no Brasil
A série estreou no Brasil em 6 de maio de 2019, nos canais Nickelodeon Brasil e Nick Jr.. A partir de 5 de agosto, a série se torna exclusiva do canal Nick Jr., onde ocorrem as estreias de seus novos episódios.

## Personagens

### Principais
- Abby Hatcher (dublada por Macy Drouin) - Uma garota de 7 anos com descendência americana e chinesa, que possui habilidades de detetive. Ela está equipada com aparelhos de alta tecnologia para ajudá-la em suas missões, por exemplo, o Rastreador de Fuzzly é um dispositivo de comunicação que ela usa no pulso. Seus aparelhos são acessíveis em passagens que aparecem em qualquer lugar, mesmo nos subúrbios ou no deserto. O símbolo dela é um coração.
- Bozzly (dublado por Wyatt White) - Um coelho Fuzzly azul-marinho, que pode ficar invisível e voar (girando os ouvidos como uma hélice). Ele também tem uma audição super sensível e um bolso frontal contendo vários objetos (alguns dos quais são maiores que ele). Ele é o melhor amigo e parceiro de Abby. Seu símbolo é uma estrela.

### Fuzzlies
- Princesa Flug (dublada por Michela Luci) - Uma Fuzzly rosa com olhos verdes, feita de glitter, que pode ficar pegajosa ou escorregadia. Ela pode soprar bolhas que podem levar tudo o que entra ou neutralizar o brilho pegajoso do glitter. Sua tiara atira uma corda pegajosa que ela pode usar para agarrar ou escalar coisas, bem como atirar projéteis pegajosos. Ela frequentemente adiciona "eu" no início e no final de suas frases, além de possuir uma "linguagem quebrada". Ela tem uma lesma de estimação chamada Sparkles. O símbolo dela é uma coroa.
- Pequeno Terry (dublado por Jacob Soley) - Um pequeno Fuzzly gato redondo amarelo-laranja com braços alados que lhe permitem voar. Ele pode inflar como um balão que lhe permite voar mais alto e carregar mais carga. Mas quando ele precisa voltar ao seu tamanho normal, ele precisa de alguém para fazer cócegas nele. Quando ele esvazia, faz ginástica quando ninguém está por perto para pegá-lo. Às vezes, ele veste um capacete que contém várias ferramentas que podem ser usadas para construir e reparar. Suas habilidades mecânicas se tornam mais avançadas à medida que os episódios progridem. Embora não seja visto frequentemente de óculos, ele, junto com Otis e Curly, precisam de óculos para ler. Seu símbolo é uma bolota.
- Otis (dublado por Christian Dal Dosso) - Um Fuzzly felpudo que se assemelha a uma maçã vermelha . Ele tem três tentáculos extensíveis na cabeça, que podem ser usados para balançar ou alcançar coisas a vários metros de distância. Suas quatro pernas também são extensíveis. Ele é obcecado por botões e os pressionaria o dia inteiro. Essa obsessão o levou a se tornar o operador de elevador do hotel. Abby deu a ele um acordeão para tocar (que também possui botões) para impedir que ele ficasse louco com os botões do elevador. Otis diz "Ding" quase sempre que fala ou quando algo dá errado. O símbolo dele é um círculo.
- Curly (dublado por Sophie Cullingham) - Uma coelha rosa e laranja Fuzzly com uma cauda em espiral que pode funcionar como uma mola, permitindo-lhe pular alto (e também segurar as coisas porque ela não tem braços). Ela gosta de ser abraçada e Abby usa isso para acalmá-la se ela está chateada ou se suas travessuras estão causando problemas. Ela se torna assistente do cozinheiro do hotel, o Chef Jeff. O símbolo dela é um espiral.
- Mo e Bo (dublados por Laaibah Alvi e Leo Orgil, respectivamente) - Fuzzlies de gatos gêmeos com corpos elásticos que lhes permitem alcançar coisas com vários metros de altura e se tornarem estilingues. Eles falam em rima. Mo é uma gata branca, enquanto Bo é um gato preto. Eles também têm cabeças e membros retráteis, a capacidade de crescer um par extra de pernas no meio de seus corpos e cabeças que se iluminam. Eles também têm interesse em sapatos: Mo prefere botas e sapatos, enquanto Bo prefere sapatos de salto alto. O símbolo deles são de listras.
- Harriet Bouffant (dublada por Hattie Kragten) - A Fuzzly com a aparência de uma boneca de pano. Ela tem um grande cabelo rosa e amarelo, que pode ser usado como membros extras. Quando o cabelo estendido fica bastante comprido, ela pode soltá-lo, deixando o cabelo em tamanho normal na sua cabeça. Por se especializar em penteados, Harriet se torna a parceira da sra. Melvin no salão. O símbolo dela é um arco.
- Os Squeaky Peepers - Um octeto de pequenos e cantores Fuzzlies cor de arco-íris. Seus nomes são: Dó-zão (o peeper rosa escuro), Ré (o peeper vermelho), Mi (o peeper laranja), Fá (o peeper amarelo com óculos), Só (o peeper verde), Lá (o peeper azul), Sí (peeper roxo) e Dó-zinho (peeper rosa brilhante). Quando ficam assustados, ficam amarelos e começam a pular por todo o lugar. Eles também saltam quando ficam verdes, como resultado de sua reação alérgica ao brilho. Para acalmá-los, na maioria das vezes, Abby usa um apito em forma de disco. Quando estão tristes, ficam azuis e cantam blues. Eles podem correr muito rápido, especialmente depois de cantar. Seu canto às vezes envolve um órgão de tubos de brinquedo, onde eles entram e saem dos canos. O símbolo deles é uma nota musical.
- Flugtilda (dublada por Emma Berman) - Uma Fuzzly laranja com olhos verdes que usa óculos e um boné de beisebol que é prima da princesa Flug. Atualmente, ela é a única Fuzzly que não fica no hotel de Abby e não possui poderes nem possui um símbolo que a represente. Ela adora cantar e dançar em conga. Quando Abby e os outros Fuzzlies se divertem, a princesa Flug se sente excluída. Quando a princesa Flug ficou presa em uma árvore, Flugtilda ajuda Abby e os Fuzzlies a tirá-la de lá.
- Grumbles - (dublado por Kaden Stephen) Um grande Fuzzly suricata roxo, que tem o poder de se transformar em qualquer coisa. Abby o conheceu no deserto e pensou que ele era uma criatura folclórica. Abby descobriu que Grumbles é um Fuzzly após ser identificado por um de seus equipamentos. Embora ele só se transforme se quiser, ele pode se transformar incontrolavelmente se soluçar de comer muita comida. Ele também ficava magro como um poste quando molhado. Seu símbolo é uma folha.
- Mumbles - Um pequeno Fuzzly suricata azul escuro, primo mais novo de Grumbles. Existem regras sobre como criá-lo, e seguir alguma regra errada faz com que ele se multiplicasse.

### Humanos
- Chef Jeff (dublado por Paul Sun-Hyung Lee) - O chef do hotel de Abby. O chef Jeff também é alvo de uma brincadeira recorrente em que Abby, em seu triciclo, passa pela cozinha onde ele está trabalhando em um prato, resultando em um acidente cômico, mas mesmo assim ele gosta ou acha algo positivo. Além de um chef, ele também é um tocador de tuba.
- Miranda Hatcher (dublada por Josette Jorge) - Mãe de Abby. É chinesa e trabalha como jardineira do hotel.
- Lex Hatcher (dublado por Terry McGurrin) - Pai de Abby. É americano e trabalha na recepção, além de consertar as coisas no hotel quando elas quebram.
- Melvin (dublado por Christian Campbell) - O filho de 4 anos da sra. Melvin que é um fanático por animais. Ele é dono de um gato de estimação chamado Elvin.
- Sra. Melvin (dublada por Kim Roberts) - A cabeleireira do Hotel Salon e mãe de Melvin.
- Sr. Melvin (dublado por Mac Heywood) - Marido da sra. Melvin e pai de Melvin.
- Juíza Thorn (dublado por Catherine Disher) - Uma juiz local de concursos e eventos. A juíza Thorn tem uma ligeira semelhança com Carol Burnett .
- Wai Po (dublada por Jane Luk) - avó de Abby da China. Apesar de sua idade, ela é bastante atlética.

### Animais
- Elvin (dublado por Shayle Simons) é o gato de estimação de Melvin.
- Sparkles é a lesma de estimação da princesa Flug.
- Portia é o peixe de estimação do Chef Jeff.[carece de fontes?]

## Elenco e dublagem brasileira
| Personagem    | Voz original        | Dublador                           |
| ------------- | ------------------- | ---------------------------------- |
| Abby          | Macy Drouin         | Giulia Brito                       |
| Bozzly        | Wyatt White         | Vii Zedek                          |
| Mo            | Laaibah Alvi        | Camila Castellani                  |
| Bo            | Leo Orgil           | Marina Sirabello                   |
| Princesa Flug | Michela Luci        | Camila Masri                       |
| Otis          | Christian Dal Dosso | Enrico Espada                      |
| Harriet       | Hattie Kragten      | Kandy Kathy                        |
| Terry         | Jacob Soley         | Monalisa Capella                   |
| Grumbles      | Kaden Stephen       | Rita Almeida                       |
| Curly         | Sophie Cullingham   | Isabella Guarnieri/ Flávia Narciso |
| Chef Jeff     | Paul Sun-Hyung Lee  | Roberto Leite                      |
| Melvin        | Christian Campbell  | Vitor Mello                        |
| Sra. Melvin   | Kim Roberts         | Angela Couto                       |
| Peepers       | Kate Miller         | Camila Couto e Ivan Alves          |
| Lex           | Terry McGurrin      | Rafael Quelle                      |
| Miranda       | Josette Jorge       | Marli Bortoletto                   |
| Wai Po        | Jane Luk            | Zayra Zordan                       |

| Créditos de dublagem | Brasil                                                 |
| -------------------- | ------------------------------------------------------ |
| Direção de dublagem  | Lene Bastos                                            |
| Tradução             | Iara Delacruz/ Jessica Elza Haak Ragoni/ Lucas Milanez |
| Estúdio de dublagem  | Centauro Comunicaciones do Brasil                      |

## Episódios
[carece de fontes?]

### 1ª Temporada (2019-2020)
| Nº geral | Nº na temporada | Título                                                                         | Escrito por                     | Dirigido por | Exibição original                      |
| --- | --------------- | ------------------------------------------------------------------------------ | ------------------------------- | ------------ | -------------------------------------- |
| 1a | 1a              | "Quando Abby conheceu Bozzly (BR)" "When Abby Met Bozzly"                      | Rob Hoegee                      | Kyran Kelly  | 1 de janeiro de 2019 6 de maio de 2019 |
| Abby e Bozzly se conhecem pela primeira vez. |                 |                                                                                |                                 |              |                                        |
| 1b | 1b              | "Cabelão para Todo Lado (BR)" "Hair Flair Everywhere"                          | Alex Mack                       | Kyran Kelly  | 1 de janeiro de 2019 6 de maio de 2019 |
| Quando a Senhora Melvin sai por um dia e fecha o salão, Abby tenta ajudar Harriet a achar outro passatempo.                                                       |                 |                                                                                |                                 |              |                                        |
| 2a | 2a              | "Mo e Bo na Neve (BR)" "Mo and Bo in the Snow"                                 | Joe Purdy                       | Kyran Kelly  | 2 de janeiro de 2019 7 de maio de 2019 |
| Mo e Bo são confundidos com um monstro de neve. |                 |                                                                                |                                 |              |                                        |
| 2b | 2b              | "Otis Fora de Serviço (BR)" "Otis Out of Order"                                | Dan Smith                       | Kyran Kelly  | 2 de janeiro de 2019 7 de maio de 2019 |
| Quando Otis leva um tombo, Abby precisa ajudá-lo a superar seu repentino medo de altura.                                                                          |                 |                                                                                |                                 |              |                                        |
| 3a | 3a              | "Só existe um Bozzly (BR)" "There's Only One Bozzly"                           | Kristofer Wellman & Jack Monaco | Kyran Kelly  | 3 de janeiro de 2019                   |
| Bozzly se machuca e Melvin se oferece para ser o parceiro de Abby.                                                                                                |                 |                                                                                |                                 |              |                                        |
| 3b | 3b              | "Prima Flugtilda (BR)" "Cousin Flugtilda"                                      | Lisa Kettle                     | Kyran Kelly  | 3 de janeiro de 2019                   |
| A Princesa Flug se sente excluída quando sua prima Flugtilda faz uma visita..                                                                                     |                 |                                                                                |                                 |              |                                        |
| 4a | 4a              | "O Arranjo de Flores da Princesa Flug (BR)" "Princess Flug's Flower Float"     | Joe Purdy                       | Kyran Kelly  | 7 de janeiro de 2019                   |
| Abby segue um rastro de rosas desaparecidas até uma nova Fuzzly que adora flores, a Princesa Flug.                                                                |                 |                                                                                |                                 |              |                                        |
| 4b | 4b              | "O Show de Talentos dos Fuzzlies (BR)" "The Fuzzlies' Talent Show"             | Elise Allen                     | Kyran Kelly  | 7 de janeiro de 2019                   |
| O Pequeno Terry acha que não tem um talento, então Abby o ajuda a encontrar um para o grande Show de Talentos do Hotel.                                           |                 |                                                                                |                                 |              |                                        |
| 5a | 5a              | "Cansado demais para Tuba (BR)" "Too Tired To Tuba"                            | Alex Mack                       | Kyran Kelly  | 8 de janeiro de 2019                   |
| O ensaio de tuba do chef Jeff à noite está acordando todos os Fuzzlies.                                                                                           |                 |                                                                                |                                 |              |                                        |
| 5b | 5b              | "Dia da Princesa Flug (BR)" "Princess Flug Day"                                | Jack Monaco                     | Kyran Kelly  | 8 de janeiro de 2019                   |
| A Princesa Flug acha que a festa surpresa do Melvin é para ela e fica muito chateada quando descobre que não é.                                                   |                 |                                                                                |                                 |              |                                        |
| 6a | 6a              | "A Fuzzly com Cabelão (BR)" "Hair Flair Fuzzly"                                | Corey Powell                    | Kyran Kelly  | 9 de janeiro de 2019                   |
| A escova de cabelo da Senhora Melvin desaparece e Abby a encontra com uma nova Fuzzly que adora fazer penteados.                                                  |                 |                                                                                |                                 |              |                                        |
| 6b | 6b              | "Os Fuzzlies no Sótão (BR)" "The Fuzzlies in the Attic"                        | Danielle Koenig e Jack Monaco   | Kyran Kelly  | 9 de janeiro de 2019                   |
| Quando os irmãos gêmeos Fuzzly, Mo e Bo, são separados no hotel, cabe à Abby juntá-los novamente.                                                                 |                 |                                                                                |                                 |              |                                        |
| 7a | 7a              | "Chef Curly (BR)" "Chef Curly"                                                 | Jack Monaco                     | Kyran Kelly  | 10 de janeiro de 2019                  |
| Curly quer muito ajudar o Chef Jeff a preparar um jantar importante no hotel.                                                                                     |                 |                                                                                |                                 |              |                                        |
| 7b | 7b              | "Medo de Gatos (BR)" "Afraid of Cats"                                          | Kristen McGregor                | Kyran Kelly  | 10 de janeiro de 2019                  |
| Melvin ganha um novo gatinho, mas os Fuzzlies têm medo de gatos.                                                                                                  |                 |                                                                                |                                 |              |                                        |
| 8a | 8a              | "Curly e a Boneca de Meia (BR)" "Curly and the Sock Doll"                      | Alex Mack                       | Kyran Kelly  | 28 de janeiro de 2019                  |
| A boneca de meia preferida da Curly está deixando um cheiro ruim no hotel inteiro, mas ela quer muito ficar com ela.                                              |                 |                                                                                |                                 |              |                                        |
| 8b | 8b              | "No Parque (BR)" "In the Park"                                                 | Joe Purdy                       | Kyran Kelly  | 29 de janeiro de 2019                  |
| A Princesa Flug se sente excluída quando ela é a única que não quer ir brincar lá fora e se sujar.                                                                |                 |                                                                                |                                 |              |                                        |
| 9a | 9a              | "O Presente do Pequeno Terry (BR)" "Teeny Terry's Gift"                        | Lisa Kettle                     | Kyran Kelly  | 30 de janeiro de 2019                  |
| Pequeno Terry quer fazer uma surpresa para Lex terminando tudo na sua lista de afazeres.                                                                          |                 |                                                                                |                                 |              |                                        |
| 9b | 9b              | "Peepers Tristonhos (BR)" "Peeper Time Blues"                                  | Kristen McGregor                | Kyran Kelly  | 31 de janeiro de 2019                  |
| Os Peepers estão profundamente tristes e Abby precisa descobrir o porquê.                                                                                         |                 |                                                                                |                                 |              |                                        |
| 10a | 10a             | "Abby e o Pânico Squeaky Peeper (BR)" "Abby's Squeaky Peeper Panic"            | Elise Allen                     | Kyran Kelly  | 11 de fevereiro de 2019                |
| Um dos Squeaky Peepers desaparece, provocando uma grande confusão no hotel.                                                                                       |                 |                                                                                |                                 |              |                                        |
| 10b | 10b             | "Coisas que fazem Ding na Noite (BR)" "Things That Go Ding in the Night"       | Jack Monaco                     | Kyran Kelly  | 12 de fevereiro de 2019                |
| Um novo Fuzzly surge, dando uma canseira em Abby, que tenta descobrir um jeito de resgatá-lo.                                                                     |                 |                                                                                |                                 |              |                                        |
| 11a | 11a             | "Dia de Corações e Abraços (BR)" "Hearts and Hugs Day"                         | Corey Powell                    | Kyran Kelly  | 13 de fevereiro de 2019                |
| Otis quer encontrar um jeito especial de mostrar seu amor no dia de Corações e Abraços.                                                                           |                 |                                                                                |                                 |              |                                        |
| 11b | 11b             | "A Casa na Árvore do Pequeno Terry (BR)" "Teeny Terry's Treehouse"             | John Phillip Loy                | Kyran Kelly  | 14 de fevereiro de 2019                |
| O Pequeno Terry quer seu próprio cantinho especial, igual ao Otis e à Princesa Flug                                                                               |                 |                                                                                |                                 |              |                                        |
| 12a | 12a             | "Balada Secreta no Porão (BR)" "Secret Basement Disco"                         | Corey Powell                    | Kyran Kelly  | 18 de março de 2019                    |
| Abby e Bozzly querem ajudar Harriet a superar sua timidez com relação à sua atividade preferida.                                                                  |                 |                                                                                |                                 |              |                                        |
| 12b | 12b             | "Fuzzly Frustrado (BR)" "Frazzled Fuzzly"                                      | Jack Monaco                     | Kyran Kelly  | 19 de março de 2019                    |
| Pequeno Terry está com medo de ser pequeno demais para ser útil.                                                                                                  |                 |                                                                                |                                 |              |                                        |
| 13a | 13a             | "Festa do Pijama dos Fuzzlies (BR)" "Fuzzly Slumber Party"                     | John Phillip Loy                | Kyran Kelly  | 20 de março de 2019                    |
| Os Fuzzlies ficam assustados quando pensam que há um monstro no hotel.                                                                                            |                 |                                                                                |                                 |              |                                        |
| 13b | 13b             | "Flug Conserta Tudo (BR)" "Fix It Flug"                                        | Alex Mack                       | Kyran Kelly  | 21 de março de 2019                    |
| Após ajudar com sucesso Lex e Pequeno Terry com sua gosma de glitter, a Princesa Flug resolve consertar tudo no hotel, mas acaba exagerando e causando problemas. |                 |                                                                                |                                 |              |                                        |
| 14a | 14a             | "A Aventura Florida da Princesa Flug (BR)" "Princess Flug's Flowery Adventure" | Kristen McGregor                | Kyran Kelly  | 20 de maio de 2019                     |
| A Princesa Flug se perde no meio da roupa suja e vai parar em uma aventura do outro lado da cidade.                                                               |                 |                                                                                |                                 |              |                                        |
| 14b | 14b             | "O Jantar Mais Fuzzly de Todos (BR)" "Fuzzliest Dinner"                        | Corey Powell                    | Kyran Kelly  | 20 de maio de 2019                     |
| Abby pede a ajuda de Curly e Bozzly para fazer um jantar quando o Chef Jeff precisa se afastar um pouco do hotel.                                                 |                 |                                                                                |                                 |              |                                        |
| 15a | 15a             | "A Lesma de Estimação da Princesa Flug (BR)" "Princess Flug's Pet Slug"        | Kristen McGregor                | Kyran Kelly  | 21 de maio de 2019                     |
| A Princesa Flug acha uma lesma e quer que ela seja seu animalzinho de estimação.                                                                                  |                 |                                                                                |                                 |              |                                        |
| 15b | 15b             | "O Dia de Foto dos Fuzzlies (BR)" "Fuzzly Photo Day"                           | Kristin Jarrett                 | Kyran Kelly  | 22 de maio de 2019                     |
| Abby quer mandar uma foto sua com os Fuzzlies para sua Wai Po, mas é impossível reunir todos os Fuzzlies para tirar a foto perfeita                               |                 |                                                                                |                                 |              |                                        |
| 16a | 16a             | "Fuzzly de Conto de Fadas (BR)" "Fairy Tale Fuzzly"                            | Kristen McGregor                | Kyran Kelly  | 23 de maio de 2019                     |
| Abby e Bozzly precisam salvar Harriet Bouffant que está presa na torre.                                                                                           |                 |                                                                                |                                 |              |                                        |
| 16b | 16b             | "Passagem Super Secreta (BR)" "Super Secret Passageway"                        | J.D. Smith & Peter Hunziker     | Kyran Kelly  | 18 de junho de 2019                    |
| Abby e Bozzly ajudam Otis a aprimorar suas habilidades de esconde-esconde, e todos acabam presos em uma passagem secreta desconhecida.                            |                 |                                                                                |                                 |              |                                        |
| 17a | 17a             | "Pequeno Terry Pelicano (BR)" "Teeny Pelican Terry"                            | Corey Powell                    | Kyran Kelly  | 17 de junho de 2019                    |
| Uma mamãe pelicano acha que Pequeno Terry é um pássaro bebê e decide adotá-lo.                                                                                    |                 |                                                                                |                                 |              |                                        |
| 17b | 17b             | "Sapateando com Mo e Bo (BR)" "Tappin Mo and Bo"                               | John Phillip Loy                | Kyran Kelly  | 17 de junho de 2019                    |
| Mo e Bo descobrem o sapateado, mas o barulho está incomodando todo mundo no hotel.                                                                                |                 |                                                                                |                                 |              |                                        |
| 18a | 18a             | "O Primeiro Corte de Cabelo do Grumbles (BR)" "Grumbles' First Haircut"        | Kristin Jarrett                 | Kyran Kelly  | 19 de junho de 2019                    |
| Grumbles precisa de um corte de cabelo, mas ele está com medo. |                 |                                                                                |                                 |              |                                        |
| 18b | 18b             | "Baile Fuzzly (BR)" "Fuzzly Ball"                                              | Joe Purdy                       | Kyran Kelly  | 20 de junho de 2019                    |
| Abby tenta organizar o baile perfeito para seus pais. |                 |                                                                                |                                 |              |                                        |
| 19 | 19              | "Os Fuzzlies Vão Acampar (BR)" "The Fuzzlies Camping Trip"                     | John Phillip Loy                | Kyran Kelly  | 5 de julho de 2019                     |
| Abby e os Fuzzlies vão acampar e conhecem Grumbles, um novo Fuzzly.                                                                                               |                 |                                                                                |                                 |              |                                        |
| 20a | 20a             | "Esquilos Adoram um Cantinho (BR)" "Snug Loving Chipmunks"                     | Kristin Jarrett                 | Kyran Kelly  | 15 de setembro de 2019                 |
| Esquilos que adoram nozes pegam o cantinho do Pequeno Terry, com o Pequeno Terry ainda dentro.                                                                    |                 |                                                                                |                                 |              |                                        |
| 20b | 20b             | "O Cantinho da Abby (BR)" "Abby's Snug"                                        | Peter Hunziker                  | Kyran Kelly  | 15 de setembro de 2019                 |
| Abby convida Melvin para uma festa do pijama, mas não consegue dormir com o ronco dele. Então, ela e Bozzly procuram outro lugar para passar a noite.             |                 |                                                                                |                                 |              |                                        |
| 21a | 21a             | "Hora de dormir dos Peepers (BR)" "Bedtime For Peepers"                        | Dan Smith                       | Kyran Kelly  | 4 de outubro de 2019                   |
| Abby se oferece para colocar os Peepers brincalhões na cama quando Lex e Miranda dão uma festa.                                                                   |                 |                                                                                |                                 |              |                                        |
| 21b | 21b             | "Otis pede Gostosuras ou Travessuras (BR)" "Trick or Treat Otis"               | Joe Purdy                       | Kyran Kelly  | 4 de outubro de 2019                   |
| Otis é confundido com um cachorro de verdade enquanto pede gostosuras ou travessuras e Abby e o grupo precisam achá-lo.                                           |                 |                                                                                |                                 |              |                                        |
| 22a | 22a             | "Otis Fora de Controle (BR)" "Otis on the Go"                                  | J.D. Smith                      | Kyran Kelly  | 1 de novembro de 2019                  |
| Otis pega a bicicleta de Abby emprestada e acaba em um passeio maluco em que não consegue pará-la.                                                                |                 |                                                                                |                                 |              |                                        |
| 22b | 22b             | "Medo de Dentista (BR)" "Abby's Afraid"                                        | Corey Powell                    | Kyran Kelly  | 1 de novembro de 2019                  |
| Abby está com medo da dentista e os Fuzzlies precisam ajudá-la.                                                                                                   |                 |                                                                                |                                 |              |                                        |
| 23a | 23a             | "O Soluço do Grumbles (BR)" "Shape of Grumbles"                                | Kristin Jarrett                 | Kyran Kelly  | 10 de novembro de 2019                 |
| Grumbles fica com soluço, o que o faz se transformar sem controle.                                                                                                |                 |                                                                                |                                 |              |                                        |
| 23b | 23b             | "O Dia de Aventura da Wai Po (BR)" "Wai Po's Wild Day"                         | John Phillip Loy                | Kyran Kelly  | 10 de novembro de 2019                 |
| Abby quer que a Wai Po tenha um dia esplizzacular, mas a Wai Po fica entrando em apuros.                                                                          |                 |                                                                                |                                 |              |                                        |
| 24a | 24a             | "O Castelo do Gatinho (BR)" "Abby Loses Elvin"                                 | Kristin Jarrett                 | Kyran Kelly  | 1 de dezembro de 2019                  |
| Abby tenta ficar de babá do gatinho Elvin, mas ele não para de fugir e desaparecer.                                                                               |                 |                                                                                |                                 |              |                                        |
| 24b | 24b             | "O Ladrão de Mirtilos (BR)" "The Berry Thief"                                  | John Phillip Loy                | Kyran Kelly  | 1 de dezembro de 2019                  |
| Abby precisa fazer com que o esquilo pare de pegar frutas do jardim.                                                                                              |                 |                                                                                |                                 |              |                                        |
| 25a | 25a             | "Dragão de Ano Novo dos Fuzzlies (BR)" "Fuzzlies' New Year Dragon"             | Peter Hunziker                  | Kyran Kelly  | 19 de janeiro de 2020                  |
| Abby quer fazer a melhor comemoração do Ano Novo Chinês de todas para sua Wai Po.                                                                                 |                 |                                                                                |                                 |              |                                        |
| 25b | 25b             | "O Fuzzly na Lua (BR)" "Full Moon Fuzzly"                                      | Joe Purdy                       | Kyran Kelly  | 19 de janeiro de 2020                  |
| O Pequeno Terry quer ir até a lua para ver o Fuzzly na Lua. |                 |                                                                                |                                 |              |                                        |
| 26a | 26a             | "O Resgate do Grumbles (BR)" "Grumbles Gets Gone"                              | Corey Powell                    | Kyran Kelly  | 16 de fevereiro de 2020                |
| Depois de se transformar em um sofá, Grumbles é levado embora sem querer e Abby precisa trazê-lo de volta.                                                        |                 |                                                                                |                                 |              |                                        |
| 26b | 26b             | "Abby, dá uma Mãozinha (BR)" "Here an Abby, There an Abby"                     | Peter Hunziker                  | Kyran Kelly  | 16 de fevereiro de 2020                |
| Abby tenta ajudar todo mundo no hotel ao mesmo tempo e acaba causando uma confusão.                                                                               |                 |                                                                                |                                 |              |                                        |